# Eugen Alcaz
Eugen Alcaz (n. secolul al XIX-lea – d. 1892) a fost un colonel și om politic, ministru în două guverne diferite, realizate de politicienii Mihail Kogălniceanu la Iași și Ion Ghica.